# Pherai
Pherai (Grieks: Φέραι, Latijn: Pherae, ook soms geschreven als Ferae) was een Oud-Griekse stadstaat, strategisch gelegen aan de zuidelijke toegang tot de vlakte van Thessalië. Op de plaats van de antieke stad ligt het huidige Velestíno (Grieks: Βελεστίνο, de geboorteplaats van de dichter Rigas), 18 km noordwestelijk van Volos.
Volgens de mythe was Pherae de stad van koning Admetos en zijn vrouw Alkestis, wiens zoon Eumelos een rol zou spelen in de Trojaanse Oorlog. Ondanks haar rol in de mythologie bleef Pherae een betrekkelijk onbelangrijke stad gedurende de Griekse geschiedenis. Zoals vele plaatsen in de omgeving (vb. Sesklo en Dimini) was ze reeds in de prehistorie bewoond. Nadat ze erin slaagde de nabijgelegen havenplaats Pagasae (later Demetrias geheten) te veroveren, beheerste ze de uitvoer van Thessalisch graan. Haar hoogtepunt bereikte zij in de eerste helft van de 4e eeuw v.Chr., toen de tirannen Lycophron, Jason en Alexander hun stad een kortstondige hegemonie over Thessalië bezorgden. Aan deze hegemonie maakte Philippos II van Macedonië een einde: hij verdreef de tirannen en ontnam Pherae haar bron van welvaart, de haven van Pagasae. De stad werd in 192 v.Chr. door Antiochus III belegerd.
Van de 4e-eeuwse stadsmuren zijn slechts geringe sporen teruggevonden. Aan de rand van de stad vindt men ook de slecht bewaarde fundamenten van een tempel, vermoedelijk gewijd aan Zeus Thaulios: hij dateert oorspronkelijk uit de 6e eeuw v.Chr., maar werd in zijn huidige vorm herbouwd in de 4e eeuw v.Chr.

## Noot
1. ↑  Euripides, Alkestis etc.; Homerus, Ilias II 711, Odysseia IV 798.
2. ↑  Xenophon, Hellenica VI 4, 20.
3. ↑  Livius, Ab Urbe condita XXXVI 8f, 14.11.
4. 1 2  T.S. MacKay, art. PHERAI Thessaly, Greece, in R. Stillwell – W.L. McDonald – M. Holland McAllister (edd.), The Princeton Encyclopedia of Classical Sites, Princeton, 1976.